# Niente rose per OSS 117
Niente rose per OSS 117 (prt: Nada de rosas para OSS 117; bra: Assassinos de Aluguel) é um filme franco-italiano de espionagem, lançado em 1968 e dirigido por Renzo Cerrato, Jean Pierre Desagnat e André Hunebelle. Estrelam John Gavin, Margaret Lee, Curd Jürgens, Luciana Paluzzi e Rosalba Neri. Escrito por Renzo Cerrato, Jean-Pierre Desagnat, Pierre Foucaud e Michel Lévine, é baseado nos livros de Jean Bruce sobre o agente OSS 117.

## Sinopse
Em Roma, o OSS 117 se apresenta como o gangster William Chandler para se infiltrar em uma organização criminosa. O seu líder, conhecido como "O Major", foi enviado ao Oriente Médio para assassinar um delegado da ONU.

## Elenco
Segue a tabela do elenco:
| Ator                 | Personagem                     | Detalhes               |
| -------------------- | ------------------------------ | ---------------------- |
| John Gavin           | Hubert Bonisseur de La Bath    | Codinome OSS 117       |
| Margaret Lee         | Aïcha Melik                    | A filha de Melik       |
| Curd Jürgens         | O Major                        | O chefe gângster       |
| Luciana Paluzzi      | Maud                           | A doutora              |
| Robert Hossein       | Doutor Saadi                   |                        |
| Rosalba Neri         | Conchita Esteban               |                        |
| George Eastman       | Karas                          |                        |
| Guido Alberti        | Faruk Melik                    | Braço direito do Major |
| Piero Lulli          | Heindrich Van Dyck             | Delegado da ONU        |
| Renato Baldini       | MacLeod                        | Diplomata da CIA       |
| Luciano Bonanni      | Um policial                    |                        |
| Romano Moschini      |                                |                        |
| Raf Baldassarre      |                                |                        |
| Seyna Seyn           |                                |                        |
| Giovanni Pallavicino |                                |                        |
| Roberto Messina      |                                |                        |
| Emilio Messina       |                                |                        |
| Ragni Malcolmsson    | Bela menina                    |                        |
| Amerigo Santarelli   | Gângster assistindo o concerto |                        |

## Produção

Capa do álbum de trilha sonora do filme.

Este filme é a quinta e última obra da série de cinema OSS 117 iniciada por André Hunebelle. Depois de Kerwin Mathews e Frederick Stafford, é a vez de John Gavin desempenhar o papel de Hubert Bonisseur de la Bath, também conhecido como OSS 117. A mudança de ator foi explicada pelo fato de OSS 117 ter feito uma cirurgia plástica para assumir as feições do gângster William Chandler, o que lhe permitiu se infiltrar na organização do Major e desmantelá-la por dentro. A filmagem foi parcialmente rodada na Tunísia, em Túnis e Sidi Bou Said. A vila do Major é a Villa Parisi, em Frascati, na província de Roma. O filme teve o slogan "Ele barganhou por amor e assassinato... ele não podia se dar ao luxo de perder os dois!"
Nessa época, John Gavin quase se tornou o James Bond de 007 - Os Diamantes São Eternos, e até assinou contrato com os produtores. O nome foi anunciado e foi criada expectativa nos jornais; John Gavin havia até mesmo namorado com a Bond girl Luciana Paluzzi e servira na inteligência naval americana na Guerra da Coreia. Mas, no último momento, Sean Connery aceitou o papel pela 6ª vez, por uma quantia muito grande para a época: £ 1,25 milhões. O produtor Albert R. Broccoli, entretanto, insistiu que Gavin recebesse o salário integral solicitado em seu contrato; supostamente US$ 50.000. Desta forma, John Gavin foi o único James Bond na história a ser pago sem fazer filme algum.
Outros atores dois atores envolvidos com a franquia de 007 também estrelaram no última aventura do OSS 117 original. Curd Jürgens, que aqui interpreta o Major, o principal antagonista, também interpretará um inimigo de James Bond nove anos depois. Em 007 - O Espião Que Me Amava de Lewis Gilbert, em 1977, ele interpretará o implacável Karl Stromberg e enfrentará Roger Moore. E a italiana Luciana Paluzzi foi uma Bond girl no filme 007 contra a Chantagem Atômica; interpretando a alemã Fiona Volpe, a mulher fatal da SPECTRE.